# Kuhnia thunni
Kuhnia thunni är en plattmaskart. Kuhnia thunni ingår i släktet Kuhnia och familjen Mazocraeidae. Inga underarter finns listade i Catalogue of Life.